# Horovce (district de Púchov)
Horovce (hongrois : Horóc) est un village de Slovaquie situé dans la région de Trenčín.

## Histoire
La première mention écrite du village date de 1259.

## Démographie

### Évolution de la population
| Année:               | 1994. | 2004.   | 2014.   | 2024.   |
| -------------------- | ----- | ------- | ------- | ------- |
| Nombre de personnes: | 806   | 784     | 847     | 917     |
| Différence:          |       | -2,72 % | +8,03 % | +8,26 % |

| Année:               | 2023. | 2024.   |
| -------------------- | ----- | ------- |
| Nombre de personnes: | 914   | 917     |
| Différence:          |       | +0,32 % |